# Cássio (ur. 1970)
Cássio, właśc. Cássio Alves de Barros (ur. 17 stycznia 1970 w Rio de Janeiro) – piłkarz brazylijski, występujący podczas kariery na pozycji lewego obrońcy.

## Kariera klubowa
Cássio karierę piłkarską rozpoczął w klubie CR Vasco da Gama w 1989. W Vasco da Gama 24 września 1989 w zremisowanym 2-2 meczu z EC Bahia Cássio zadebiutował w lidze brazylijskiej. Z Vasco da Gama zdobył mistrzostwo Brazylii w 1989 oraz trzykrotnie mistrzostwo stanu Rio de Janeiro – Campeonato Carioca w 1992, 1993 i 1994. W Vasco da Gama grał (z kilkumiesięczną przerwą na grę we Fluminense FC w 1995) do 1997 i rozegrał 274 mecze, w których strzelił 10 bramek.
W latach 1997–1999 występował kolejno w Guarani FC, Santosie FC, Portuguesie São Paulo i XV de Piracicaba. W 1999 wyjechał do Europy do drugoligowego niemieckiego Stuttgarter Kickers. Po powrocie do Brazylii Cássio został zawodnikiem Goiás EC, w którym zakończył karierę w 2002. W Goiás 6 października 2001 przegranym 0-1 meczu z Guarani FC Cássio po raz ostatni wystąpił w lidze. Ogółem w latach 1989–2001 w lidze brazylijskiej wystąpił w 132 meczach, w których strzelił 2 bramki.

## Kariera reprezentacyjna
Cássio w reprezentacji Brazylii jedyny raz wystąpił 9 września 1991 w przegranym 0-1 towarzyskim meczu z reprezentacją Walii.
W 1989 Cássio zdobył młodzieżowe mistrzostwo Świata.